# Nube morning glory

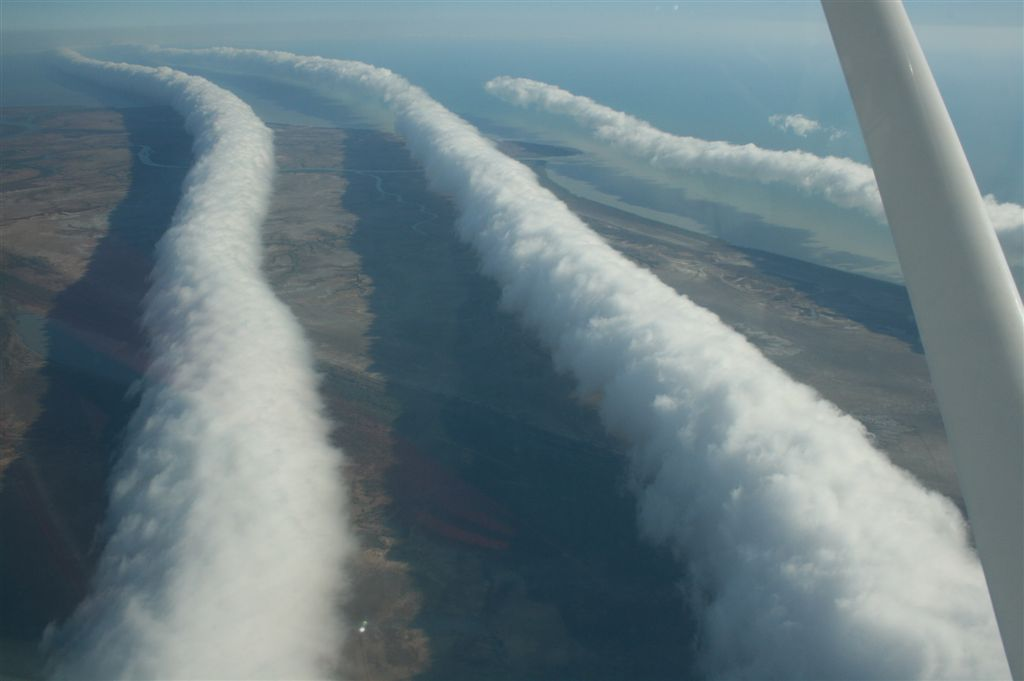
Una formación de nubes morning glory entre las ciudades de Burketown y Normanton, en Australia.

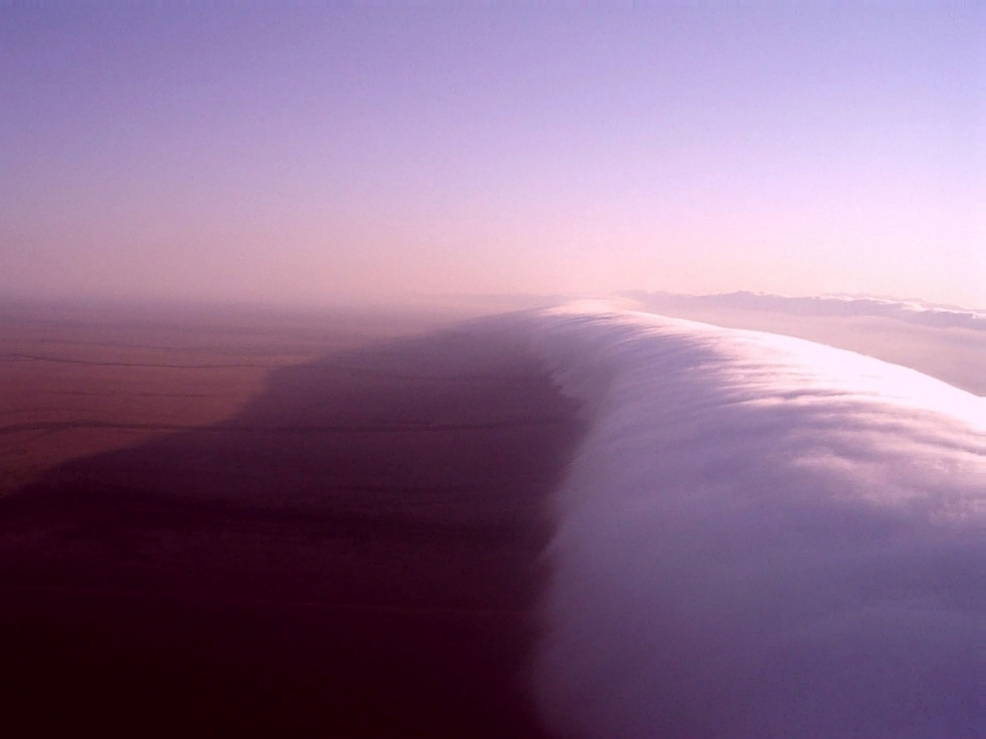
Nube morning glory cerca de Burketown.

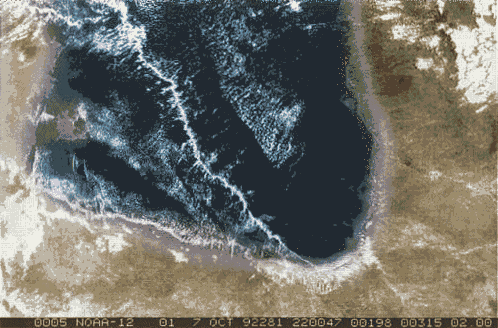
Imagen de satélite de una nube morning glory sobre el golfo de Carpentaria.

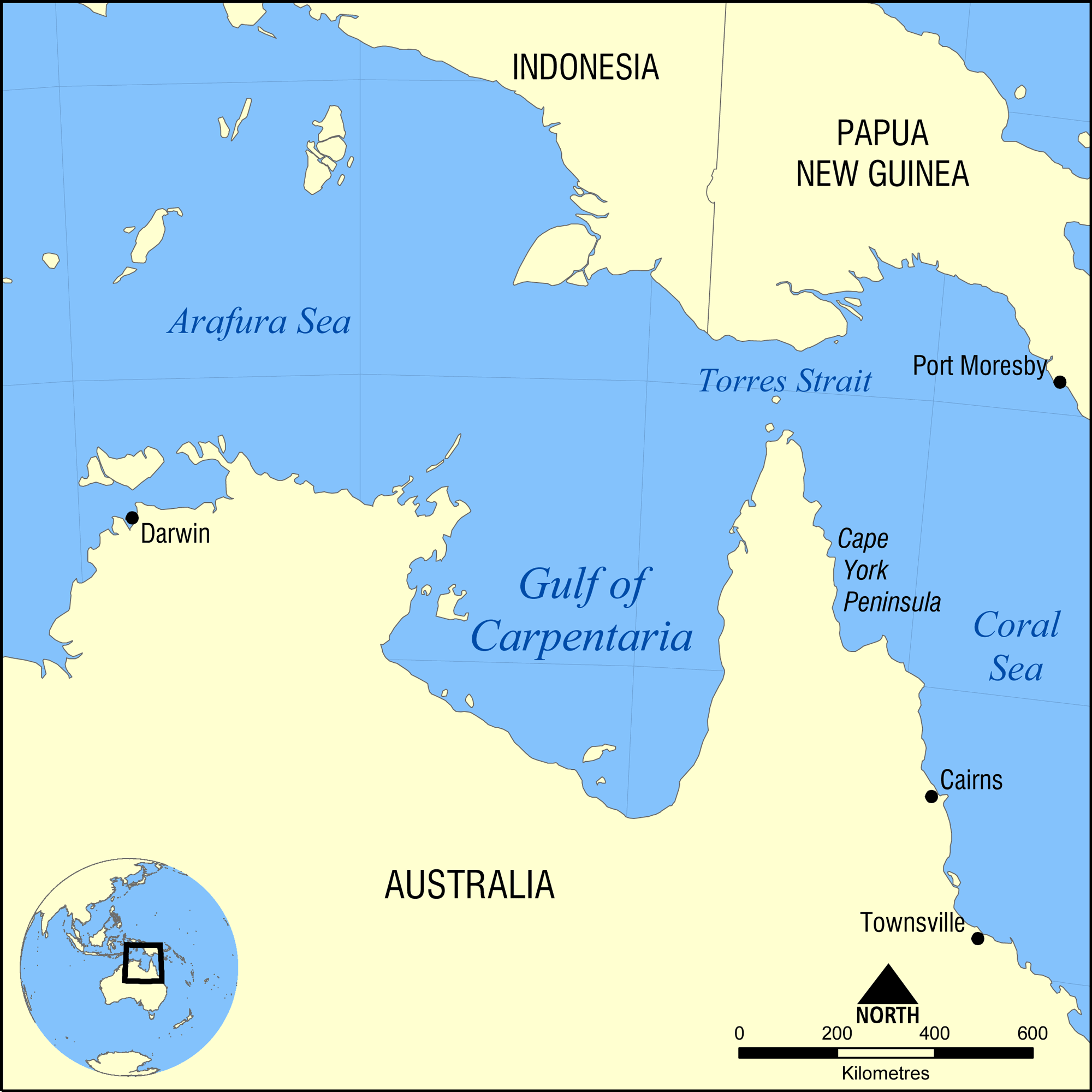
La localización del golfo de Carpentaria.

La nube morning glory (en español, «nube de gloria por la mañana», «nube gloria matutina» o a veces «nube enredadera») es un fenómeno meteorológico poco frecuente que puede ser observado en septiembre y octubre al sur del golfo de Carpentaria, en la parte norte de Australia. Una nube morning glory es una nube del género arcus, con forma de rollo que puede alcanzar hasta los 1000 km de largo, de 1 a 2 km de altura y que puede desplazarse a velocidades de hasta 60 km/h. La morning glory suele ir acompañada de ráfagas de viento repentino e intensas cizalladuras de bajo nivel, un rápido aumento en el desplazamiento vertical de parcelas de aire y por una fuerte presión que aflora a la superficie. En la parte frontal de la nube hay fuertes movimientos verticales que transportan el aire a través de la nube y crean la forma de rollo, mientras que el aire en la parte media y posterior de la nube se vuelve turbulento y se hunde. La nube también puede ser descrita como una onda solitaria o un solitón, que es una onda que tiene una única cresta y se mueve sin cambiar de velocidad o de forma.
El asentamiento de Burketown (178 hab.) atrae cada año a pilotos de planeadores empeñados en «cabalgar» este fenómeno.

## Causas
A pesar de que ha sido estudiado en profundidad, el fenómeno de la nube morning glory aún no se entiende claramente. Independientemente de la complejidad que hay detrás de la naturaleza de este fenómeno atmosférico, se ha llegado a algunas conclusiones sobre sus causas. Sobre la base de la investigación, se cree que una de las principales causas de la mayoría de los sucesos de tipo morning glory se debe a las circulaciones mesoescalares asociadas con las brisas marinas que se desarrollan en la península y el golfo. A gran escala, las nubes morning glory se asocian generalmente con los sistemas frontales que cruzan el centro de Australia y con las altas presiones en el norte de este país. 
Los habitantes de la zona señalan que la nube morning glory es probable que ocurra cuando la humedad es alta (lo que proporciona humedad para la formación de las nubes) y cuando la brisa del mar ha soplado con fuerza el día anterior.

## Proceso de formación
Lo que sigue es un resumen de las condiciones que causan la nube morning glory en el golfo de Carpentaria. Primero, la península del cabo York, que se extiende al este del golfo, es lo suficientemente grande como para que la brisa del mar se desarrolle en las costas de ambos lados. La brisa de la costa del mar del Coral sopla desde el este y la brisa que golpea en el golfo llega desde el oeste. Ambos vientos se encuentran en el centro de la península y fuerzan al aire a ascender, formándose una línea de nubes sobre la espina de la península. Cuando llega la noche el aire se enfría y desciende y, al mismo tiempo, se forma una superficie de inversión sobre el golfo, donde la temperatura del aire aumenta con la altura. Las densidades de esta capa estable son diferentes por encima y por debajo de la inversión. El aire descendente desde la península hacia el este va por debajo de la capa de inversión y genera una ola o serie de olas que viaja a través del golfo como las ondas en un lago. El aire se eleva en la parte delantera de la ola y se hunde en la parte trasera. En la madrugada, el aire está ya lo suficientemente saturado como para que el aire ascendente en la parte frontal produzca una nube (que forma la punta de la ola) y se evapore en la espalda, lo que forma por tanto la nube morning glory. La nube que se extiende hasta la superficie de inversión es abrasada por el calentamiento del día. Este proceso describe la forma más común en que se forman estas nubes.
Hay otras maneras de que se formen este tipo de nubes, sobre todo en los casos más raros en otras partes del mundo, pero esas maneras aun son mucho menos entendidas. Ocurren fenómenos similares en la parte central de los Estados Unidos, en el canal de La Mancha, en Berlín (Alemania), en la Rusia Oriental, así como en otras regiones marítimas de Australia, pero únicamente las que se forman sobre Burketown son previsibles en una época determinada del año.
El mejor lugar para ver las morning glory de Australia es en Burketown, en el remoto Far North Queensland, alrededor de septiembre y octubre. Las ciudades en esta parte del mundo son pequeñas y están muy distantes, y Burketown tiene una afluencia de pilotos de parapentes y alas deltas en esa época del año. La tradición local sobre el tiempo en la zona sugiere que cuando el frío hiela y las esquinas de las mesas de café del Pub Burketown se comban hacia arriba, hay suficiente humedad en el aire para que se formen las nubes. Al parecer, todos los vientos a nivel del suelo cesan cuando la nube pasa por encima.

## Morning gloryfuera de Australia

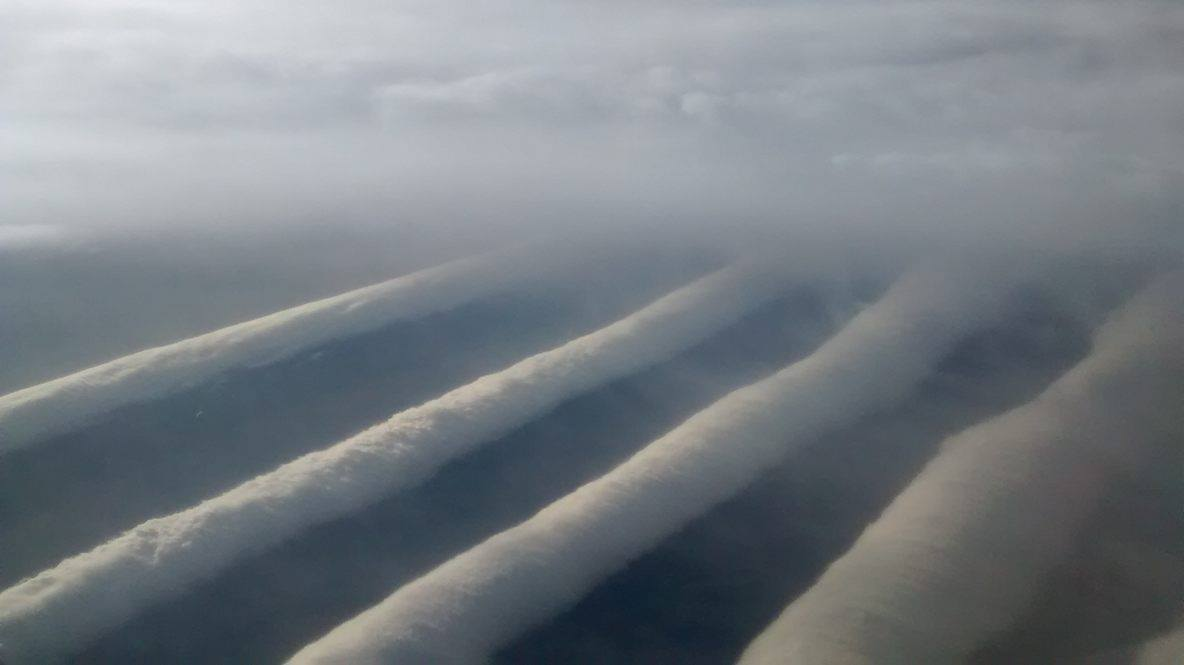
En Argentina, desde avión hacia Neuquén.

También se ha informado sobre el avistamiento de espectaculares nubes de tipo rollo, similares a las morning glory, en la costa mexicana del mar de Cortés. El fenómeno también ha sido observado en Sable Island, una pequeña isla canadiense ubicada a 180 kilómetros al sureste de Nueva Escocia. Otra nube morning glory también pasó a través de Yarmouth, Nueva Escocia, en abril de 2009. En contraste con el golfo de Carpentaria de Australia, donde la nube morning glory es visible en la mañana, las nubes de Nueva Escocia se han producido durante la noche. Se han observado ejemplos raros por medio de los satélites de observación sobre el golfo de José Bonaparte en la región oriental de Kimberley, en Australia, así como sobre el mar Arábigo. 
Un avistamiento tipo morning glory se produjo a lo largo de todo el Reino Unido entre el 1 de octubre de 2009 (cuando el primero de 5 rollos se hizo visible sobre las islas Shetland, a las 4 a. m.) al 3 de octubre (cuando el último de los 5 rollos llegó a ser invisible en Lizard Point, a las 6 a. m.).[cita requerida] Esas nubes no fueron visibles ni en Francia ni en las islas del Canal, ya que se habían detenido y los cinco rollos se estrellaron entre sí y formaron una tormenta eléctrica. La mayor parte del Reino Unido, en realidad, no la pudo ver ya que había algunas nubes bajas por debajo de ella. Fue visible en las islas Shetland, Lizard Point, Mullion, Helston, Poole, Sheffield, Blackpool, Runcorn, Margate, Mablethorpe, Skegness, Merthyr Tydvil, Llanelli, Swansea, Bridgend, Port Talbot, Bridlington, Scarborough, Whitby, Cleethorpes y Hull. Donde mejor se vio fue en Sheffield, a las 7 p. m. el 1 de octubre de 2009, justo cuando el sol se estaba poniendo.[cita requerida]
Una nube morning glory fue observada en 2007 sobre la bahía de Campos dos Goytacazes, en el estado de Río de Janeiro, Brasil.
En la mañana del 18 de noviembre de 2013, una morning glory fue observada en la ciudad de Tres Arroyos, Argentina.
El miércoles 30 de diciembre de 2015 a las 7.00 a. m., en un vuelo hacia Neuquén, Argentina, se avistó este fenómeno. El comandante del avión dio aviso para que todos los pasajeros pudieran verlo, ya que no es algo que suela darse.
El jueves 19 de septiembre de 2019 a las 5.00 p. m., se presenció una nube de este tipo en el sur de la Provincia de Córdoba, en la ciudad argentina de Huinca Renancó. Fue un fenómeno insólito, nunca antes visto en el lugar.
El lunes 19 de octubre de 2020  en horas de la mañana, se presenció una nube de este tipo frente a la costa de la ciudad de Montevideo, en la República Oriental del Uruguay.
El sábado 27 de febrero del 2021 se pudo observar una nube de este tipo en Argentina, en la localidad Pico Truncado (Provincia de Santa Cruz).
El sábado 28 de agosto del 2022, se presenció una nube de este tipo en la frente a la costa de Río de Janeiro, Brasil 